# Theodor von Flondor
Theodor von Flondor   (Storojinéts, 10 de juliol de 1862 - Steglitz-Zehlendorf, 24 de juny de 1908), també Tudor von Flondor, fou un compositor, polític, director d'orquestra, economista i jurista romanès.
Fou primer fill de Gheorghe, el cavaller de Flondor (1830-1892) i d'Isabel Dobrowolski de Buchenthal (1835-1890) va tenir una educació privada a càrrec d'Adolphina Wohlfarth com a pianista i de 1879 a 1883 a Cernăuţi com a violinista. Després de graduar-se a l'escola secundària, va estudiar dret a la Universitat de Txernivtsí (1882-1884), fins a finals de 1888 a la Universitat d'Agricultura de Viena, Ciències Econòmiques. Al mateix temps, també es va inscriure a l'Acadèmia de Música i Art Dramàtic, centrant-se en la teoria de la música i el contrapunt per convertir-se en compositor (fins a 1888). Va estudiar amb professor Robert Fuchs, que també era el mestre del jove George Enescu. Després dels estudis a Viena es va instal·lar a la mansió de Rogojeşti i va ser elegit alcalde de Rogojeşti entre 1889 i 1905.
Ja el 1883/1884, i més tard de 1899 a 1906, va ser vicepresident de Junimea, també director i director de la societat Armonia a Txernivtsí. Theodor també va ser el director de cor de la Romania Juna Society (1885-1888), en l'aniversari de la qual va participar l'orquestra de Johann Strauss. Tudor Flondor era principalment un violinista, però també va dominar altres instruments com el piano, l'harmonia, la guitarra, la flauta i el clarinet.
A més de les seves activitats musicals, el 1904 va treballar com a economista i editor de "The Farmer", l'edició romanesa del Consell Cultural de Bucovina, "Bukowinaer landwirtschaftliche Blätter". Flondor era diputat de la Dieta de Bucovina, després del Consell Imperial (Reichsrat) (1901-1908). El professor V. Nicolaiciuc va afirmar que el seu principi bàsic era la convivència pacífica de tots els grups ètnics a Bucovina sobre la base de la seva cultura. La seva última cançó, "Tempi passati", la va escriure al llit de mort al sanatori privat "Fichtenhof" a Schlachtensee, avui al districte de Steglitz-Zehlendorf de Berlín, on va haver de patir una malaltia greu.
Flondor va compondre moltes operetes romaneses, obres corals, serenates, però també música instrumental i música per a Vaudeville de Vasile Alecsandri. Els ressons musicals de Brahms i Wagner són reconeguts en les seves obres.
Tot i la seva rica obra, moltes de les seves obres s'obliden avui, com per exemple l'òpera Mosul Ciocarlan, estrenada a Txernivtsí el 1901 o l'opereta Die St. Georgesnacht. Internacionalment encara s'interpreta la serenade "Sleepy Birds", d'un poema de Mihai Eminescu. La seva composició més famosa era "Santa Ciocarlan", que va gaudir d'un gran èxit. La seva esposa, Maria, era pianista, de manera que van continuar la tradició dels seus pares per organitzar vetllades musicals. En aquests esdeveniments, organitzats a la finca Rogojesti, també van venir els germans de Tudor, Iancu i Nicu Flondor.
El pianista Constantin Sandu va fundar la societat coral "Tudor Flondor", que es va dedicar a les obres d'aquest compositor.